# Benoît Paul Émile Clapeyron

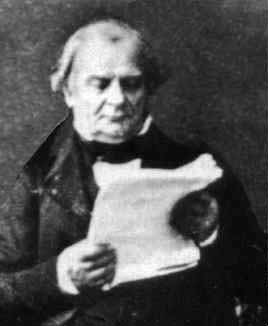
Benoît Paul Émile Clapeyron

Benoît Paul Émile Clapeyron (n. 26 ianuarie 1799 - d. 28 ianuarie 1864) a fost un inginer și fizician francez cu contribuții în termodinamică și mecanica mediilor continue.

## Opere
- Clapeyron E. (1834), Puissance motrice de la chaleur, Journal de l'École Royale Polytechnique, Vingt-troisième cahier, Tome XIV, 153-190.